# Sint-Nicolaaskerk van Kryvka
De Sint-Nicolaaskerk (Oekraïens: Церква святого Миколая) is een houten kerkgebouw in het Museum voor Volksarchitectuur en Plattelandsleven Sjevtsjenko-Hain, een openluchtmuseum in Znesinnja, het grootste park van de Oekraïense stad Lviv.
Het houten kerkgebouw is afkomstig uit Kryvka, een dorp in de Karpaten in het uiterste westen van het land bij de grens van Polen. Het driedelige kerkgebouw wordt omgeven door een houten hek met poort.
De kerk werd gewijd aan Sint-Nicolaas en gebouwd door Bojken, een klein afzonderlijk volk met een eigen taal dat woont in de Beskiden.
In de Eerste Wereldoorlog leed de kerk ernstige schade toen een granaat bij vijandelijkheden tussen de Oostenrijks-Hongaarse en de Russische legers in 1916 het dak van de kerk raakte. Het kerkgebouw werd in 1930 afgebroken en als het eerste gebouw van het openluchtmuseum in Lviv herbouwd.